# Spawn (serie de televisión)

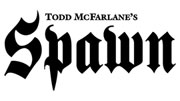
Logo de la serie animada Spawn

Spawn (Todd McFarlane's Spawn) es una serie animada estadounidense dirigida a un público adulto que salió al aire por HBO desde 1997 hasta 1999. La serie está basada en el cómic de nombre Spawn publicado por Image Comics.
En España fue emitida en algunas cadenas de televisión, como por ejemplo Calle 13 o Canal+.

## Argumento
La serie se centra en torno a la historia de un exmilitar que luchó en la guerra de Vietnam como un comando llamado Al Simmons. Fue traicionado y asesinado por un hombre a quien creía ser su amigo íntimo (el hombre llamado Chapel le quemó vivo con un lanzallamas). Al poco de su muerte, Simmons prometió vengarse de Chapel y confió en que un día regresaría con su amada esposa Wanda.
Con el fin de lograr su promesa, hace un pacto con el diablo (refiriéndolo en la serie como Malebolgia). El pacto fue simple: Simmons se convertiría en un general del ejército de Malebolgia (conocido como el "Hellspawn" o "Spawn" para abreviar) a cambio de la capacidad de caminar sobre la tierra, una vez más, con el fin de ver a Wanda. Simmons fue engañado y su cuerpo no fue devuelto a él. Simmons, al contrario, había obtenido un cuerpo diferente que era cadavérico y lleno de gusanos y que, además, tenía una enorme capa roja viva. Este nuevo cuerpo se había podrido durante algún tiempo y estaba en un avanzado estado de descomposición, lo que llevó a Simmons a ponerse una máscara para cubrir su grotesca apariencia.
Luego de su regreso a la "vida", Spawn busca a Wanda, que al parecer sobrellevó el dolor de haber perdido a su esposo y se casó con otro hombre, el mejor amigo de Al, Terry Fitzgerald, con quien aparentemente tuvo una hija. Terry, un hombre respetable, trabaja para un hombre llamado Jason Wynn. Wynn es un vendedor de armas en el mercado negro, entre otras cosas (tales como ser el jefe de algunas organizaciones gubernamentales, una de los cuales envió a Simmons y su equipo a Vietnam). También se revela que Wynn fue el hombre responsable de ordenar la muerte de Al Simmons debido a un desacuerdo que los dos tenían entre sí. Las acciones de Jason también resultarían peligrosas para la vida de Terry, Wanda y su hija.
Al, dándose cuenta de que él ya no es el hombre en la vida de Wanda, jura protegerla a ella y a su nueva familia. La serie muestra a Spawn anidando en un oscuro callejón, matando a cualquiera que invada su territorio nuevo. Rechazando estas acciones como indignas del tiempo y poder de Spawn, Malebolgia envía a otro de sus secuaces (una demoníaca criatura conocida como Violator que asume la forma de un payaso obeso) para tratar de influienciar a Spawn para que realice más actos de violencia y salvajismo en el nombre del Infierno.
Spawn pelea para luchar contra la tentación del mal como también de tratar de no ser cazado solo por las fuerzas del Infierno sino también de defenderse de los asaltantes del cielo, que tienen una necesidad de destruir al Hellspawn, con el fin de paralizar las fuerzas del Infierno para que no obtengan una ventaja en la guerra entre los dos reinos espirituales. A medida que la guerra se intensifica la línea entre las fuerzas del bien y del mal son cada vez más borrosa. Spawn considera ayudar en el camino en forma de un desvalido viejo hombre llamado Cogliostro que una vez fue un Hellspawn que venció a los poderes demoníacos que descansaban en el interior, entre una serie de otros personajes. En los últimos episodios de la serie Spawn aprende a cambiar de forma, y con la figura de Terry hace el amor a Wanda, la impregnación de ella. Se puso de manifiesto que hay una profecía de que el hijo de un Hellspawn será el factor decisivo en Armageddon, y puede ser la verdadera razón de que a Spawn se le permitió regresar a la Tierra.

## Reparto
| Personaje                | Voz en español (México/A. Latina) | Voz en inglés (EE. UU.) |
| ------------------------ | --------------------------------- | ----------------------- |
| Al Simmons/Spawn         | Víctor Hugo Aguilar               | Keith David             |
| Overtkill                | Armando Coria                     | James Hanes             |
| Abuela Blake             | Ángeles Bravo                     |                         |
| Violator/Clown           | Herman López                      | Micheal Nicolosi        |
| Cogliostro               | Gabriel Pingarron                 | Richard Dysart          |
| Tony Twist               | Ricardo Hill                      | James Keane             |
| Lilly                    |                                   | Jennifer Jason Leigh    |
| Sam Burke                | Eduardo Borja                     | James Keane             |
| Wanda Blake              | Gabriela Willert                  | Dominique Jennings      |
| Terry Fitzgerald         | Ricardo Tejedo                    | Victor Love             |
| Cyan Fitzgerald          |                                   | Katherine Soucie        |
| Twitch Williams          |                                   | Mike McShane            |
| Jason Wynn               | Salvador Delgado                  | John Rafter Lee         |
| Jade/Lisa Wu             | Carola Vázquez                    | Ming-Na                 |
| Jess Chapel              | Héctor Lee                        | Ruben Santiago-Hudson   |
| Jefe Banks               | Sebastián Rosas                   | Victor Brandt           |
| Billy Kincaid            | Yamil Atala                       | Ronny Cox               |
| Merrick/Cazarrecompensas | Cecilia Toussaint                 | Denise Poirier          |
| Senador Scott McMillan   | Paco Mauri                        | Ronny Cox               |
| Presentador              | Mario Castañeda                   | Todd McFarlane          |

## Episodios

### Temporada 1 (1997)
| Episodio | Título original      | Título en español     | Fecha de emisión en USA |
| -------- | -------------------- | --------------------- | ----------------------- |
| 1        | Burning visions      | Recuerdos en llamas   | 16 de mayo              |
| 2        | Evil intent          | Tentación infernal    | 23 de mayo              |
| 3        | No rest, No peace    | Sin descanso, sin paz | 30 de mayo              |
| 4        | Dominoes             | Dominó                | 6 de junio              |
| 5        | Souls on the balance | Almas en juego        | 16 de junio             |
| 6        | End Game             | Juego terminado       | 30 de junio             |

### Temporada 2 (1998)
| Episodio | Título original      | Título en español     | Fecha de emisión en USA |
| -------- | -------------------- | --------------------- | ----------------------- |
| 7        | Home, Bitter Home    | Hogar, amargo hogar   | 15 de mayo              |
| 8        | Access denied        | Acceso denegado       | 22 de mayo              |
| 9        | Colors of blood      | Colores de la sangre  | 29 de mayo              |
| 10       | Send in the KKKlowns | Envien a los KKKlowns | 5 de junio              |
| 11       | Deathblow            | Soplo de muerte       | 12 de junio             |
| 12       | Hellzapoppin         | Hellzapoppin          | 19 de junio             |

### Temporada 3 (1999)
| Episodio | Título original       | Título en español           | Fecha de emisión en USA |
| -------- | --------------------- | --------------------------- | ----------------------- |
| 13       | The Mindkiller        | El asesino de mentes        | 23 de mayo              |
| 14       | Twitch is down        | Twitch ha caído             | 24 de mayo              |
| 15       | Seed of the Hellspawn | La semilla del engendro     | 25 de mayo              |
| 16       | Hunter's moon         | La luna del cazador         | 26 de mayo              |
| 17       | Chasing the serpent   | Persiguiendo a la serpiente | 27 de mayo              |
| 18       | Prophecy              | La profecía                 | 28 de mayo              |